# Tierra Blanca, Mazapa de Madero
Tierra Blanca är en ort i Mexiko.   Den ligger i kommunen Mazapa de Madero och delstaten Chiapas, i den sydöstra delen av landet, 900 km sydost om huvudstaden Mexico City. Tierra Blanca ligger 1 074 meter över havet och antalet invånare är 150.
Terrängen runt Tierra Blanca är bergig åt nordväst, men åt sydost är den kuperad. Tierra Blanca ligger nere i en dal. Runt Tierra Blanca är det ganska tätbefolkat, med 179 invånare per kvadratkilometer. Närmaste större samhälle är Motozintla de Mendoza, 8,1 km väster om Tierra Blanca. I omgivningarna runt Tierra Blanca växer huvudsakligen savannskog.